# Moschea di Bayezid I
La moschea di Bayezid I (in turco: Yıldırım Camii o Yıldırım Bayezid Camii) è una storica moschea di Bursa, Turchia, che fa parte del grande complesso (Külliye) costruito dal Sultano ottomano Bayezid I (Yıldırım Bayezid - Bayezid la folgore) tra il 1391 e il 1395. Si trova nel distretto metropolitano di Bursa, Yıldırım , e prende il nome dal sultano stesso. Venne soggetta a ristrutturazione in seguito al forte terremoto che colpì la zona nel 1855.

## Architettura
La moschea comprende una sala centrale con una grande cupola affiancata da porticati con cupola a est e ovest, e un altro porticato con grande cupola, dove è sito il miḥrāb, a sud.
Vi sono quattro camere con caminetti e armadi a nord e a sud dal lato dei porticati. Dal porticato sud si accede direttamente alla sala centrale, mentre da quelli a nord si accede a vestiboli di piccole dimensioni. Ognuno dei porticati nord contiene anche due nicchie ai lati a cui si accede attraverso i vestiboli. La sala d'ingresso della moschea presenta alti soffitti a cupola. La sezione "ultima preghiera" (sezione semi-aperta della moschea a nord) è costruita da cinque sotto-sezioni e ogni sottosezione è coperta da una cupola.
Nella moschea Yıldırım, tutti e tre i porticati sono stati costruiti tre gradini più in alto rispetto alla sala centrale. Questa moschea è stata la prima struttura a Bursa in cui sono stati costruiti degli archi. Questo arco appiattito si trova tra il salone centrale e il portico sud e sostiene le due cupole di grandi dimensioni. Ci sono due minareti ai lati della moschea. A differenza di moschee simili del suo tempo a Bursa, la moschea Yıldırım è stata costruita interamente in pietra senza l'impiego di mattoni in alcuna parte della struttura.